# Siegmund Buchberger
Siegmund Buchberger, född 15 februari 1906 i München, försvunnen i februari 1945, var en tysk promoverad jurist och SS-Sturmbannführer. Han var från november 1944 till januari 1945 kommendör för Sicherheitspolizei (Sipo) och Sicherheitsdienst (SD) i distriktet Warschau (KdS Warschau) i det av Tyskland ockuperade Generalguvernementet.